# “听泉”石刻
“听泉”石刻，位于中国广东省韶关市乐昌市两江镇上斜村，为乐昌市的一个市级文物保护单位，类型为石窟寺及石刻，公布时间为1987年12月17日。
“听泉”石刻的历史年代为刻于清光绪十八年。